# 里乌尔宫
里乌尔宫（Palais Rihour）位于法国北部大区里尔市中心里乌尔广场（place Rihour）42号，哥特式建筑，由菲利普三世 (勃艮第)建于15世纪。1875年列为法国历史古迹。

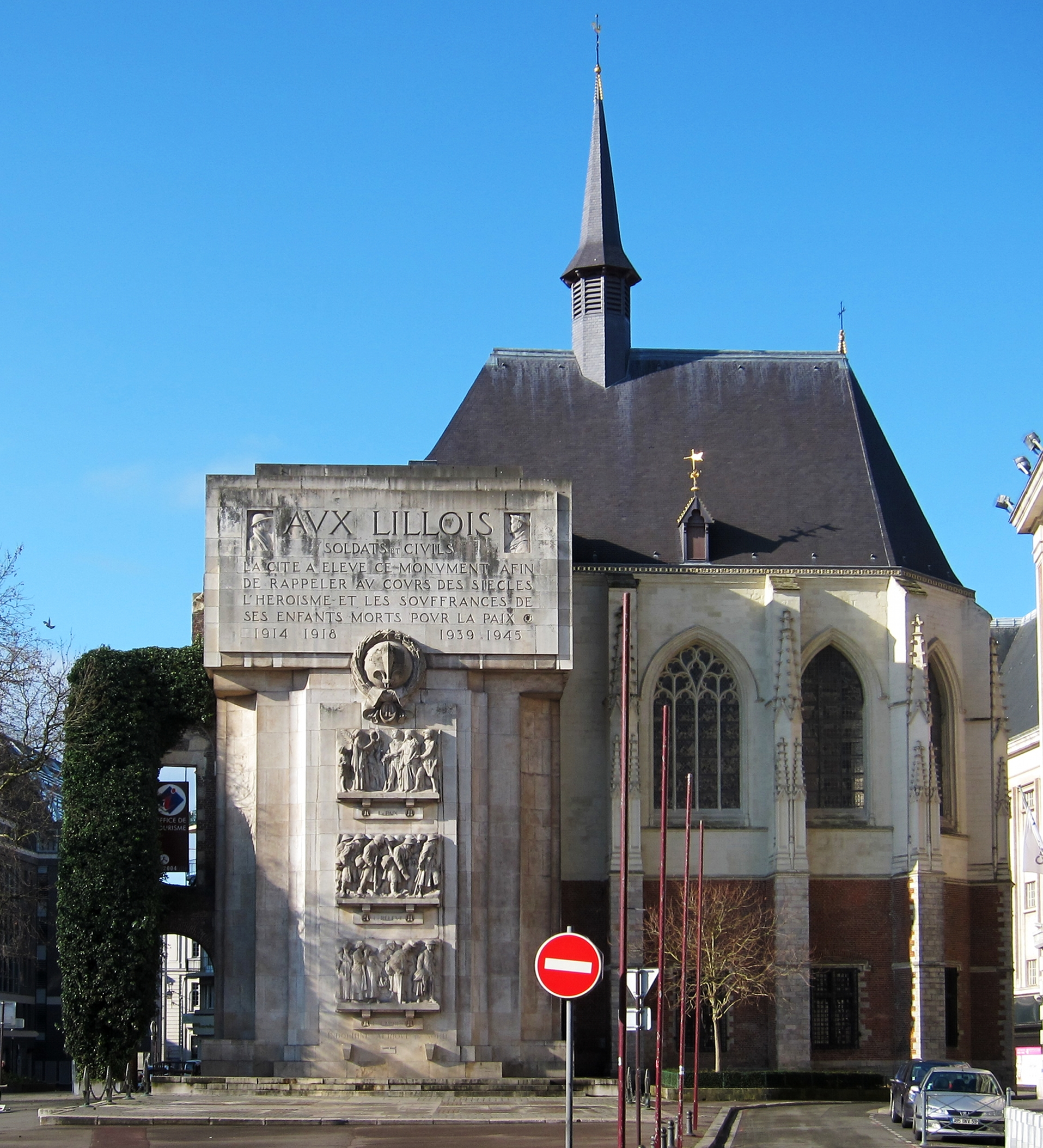

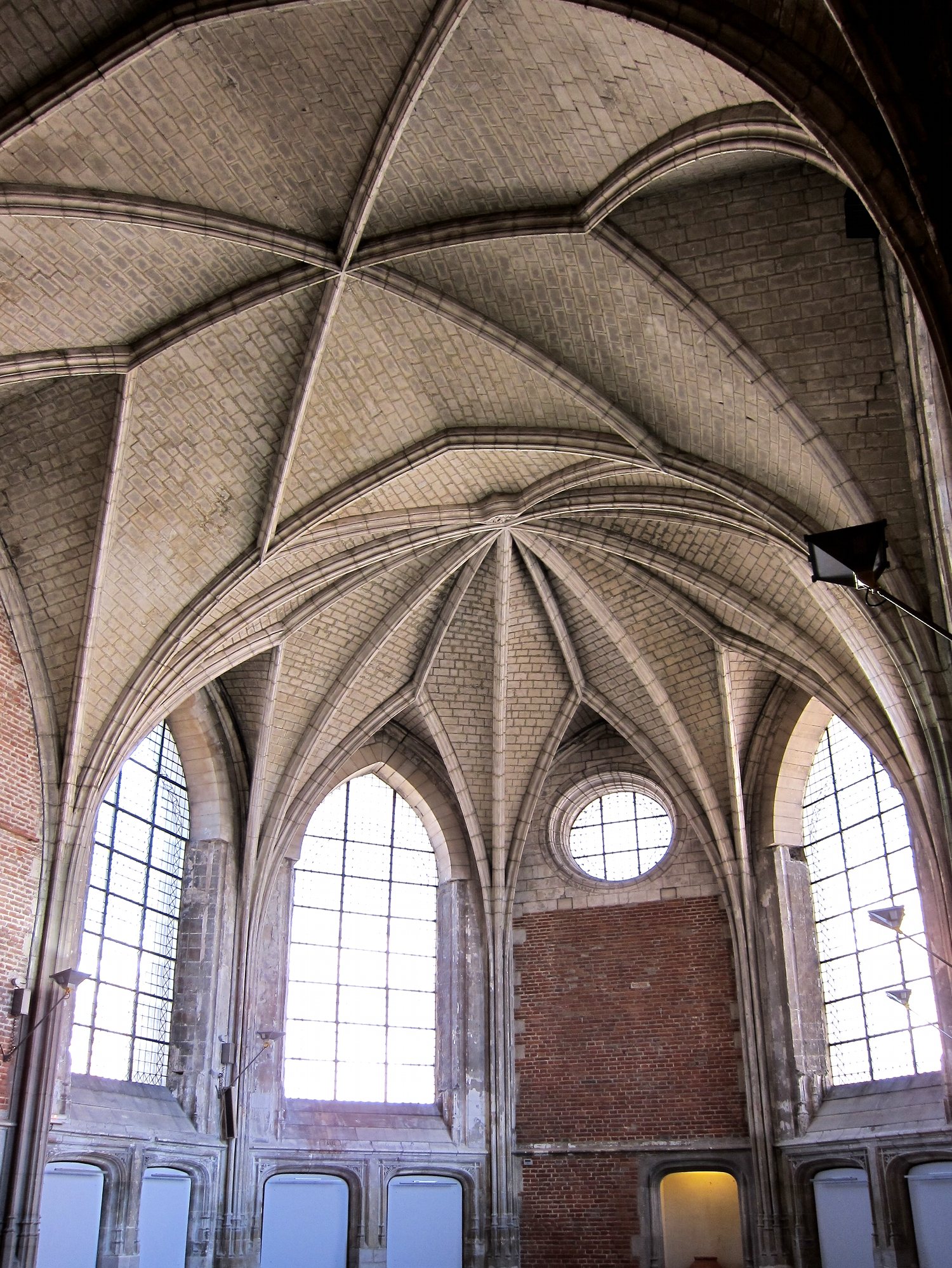